# La Coyotada
La Coyotada es un sitio del municipio de San Juan del Río, Durango, lugar de nacimiento e infancia del general revolucionario Francisco "Pancho" Villa.
En este lugar se encuentra un museo dedicado a la vida de Pancho Villa, la casa en donde pasó su infancia, además de una estatua dedicada a su figura.